# Systematic Chaos
Systematic Chaos è il nono album in studio del gruppo musicale statunitense Dream Theater, pubblicato il 4 giugno 2007 dalla Roadrunner Records.
L'album è stato pubblicato in due versioni: una costituita dal solo CD audio e un'altra comprendente un DVD intitolato Chaos in Progress: The Making of Systematic Chaos, documentario diretto dal batterista Mike Portnoy e che illustra il making of dell'album.

## Descrizione
Systematic Chaos si presenta come un album dalle sonorità più pesanti rispetto a quanto operato con il precedente Octavarium. In alcuni brani emerge infatti il lato più tecnico dei Dream Theater grazie a scale di chitarra e di tastiera di notevole complessità e a fulminanti cambi di velocità; tali sonorità sono evidenti ad esempio in brani come The Dark Eternal Night, Constant Motion e nelle due parti di In the Presence of Enemies. Tuttavia l'album non risparmia il lato melodico grazie a brani come Repentance e The Ministry of Lost Souls.
L'album è inoltre il primo a non contenere nessun collegamento esplicito con il precedente (ad eccezione di Repentance, quarto capitolo della saga di Mike Portnoy sull'alcolismo), né concetti numerici; i tre album precedenti Six Degrees of Inner Turbulence, Train of Thought e Octavarium cominciano tutti con il finale del precedente album e contengono tante tracce quanti erano gli album in studio realizzati fino a quel momento. Systematic Chaos, invece, non contiene nove tracce e non comincia con il finale di Octavarium. L'evento fondamentale che segna l'inizio di questo nuovo periodo musicale del gruppo è la firma per la Roadrunner Records ed è probabile che, proprio per questo motivo, il gruppo abbia deciso di slegare il disco da qualunque riferimento alle pubblicazioni precedenti, ad eccezione del quarto episodio della saga degli alcolisti anonimi. La scelta di dividere in due parti il brano In the Presence of Enemies deriva dalla volontà del gruppo di non terminare un altro disco con una suite, né di sistemarla in un altro punto del disco, cosa che avrebbe sfavorito le tracce che l'avrebbero seguita (come citato da Mike Portnoy nell'intervista di "Rock Hard" del giugno 2007).

## Tracce
Testi di John Petrucci, eccetto dove indicato. Musiche dei Dream Theater.
1. In the Presence of Enemies - Part I – 9:00
2. Forsaken – 5:35
3. Constant Motion – 6:55 (testo: Mike Portnoy)
4. The Dark Eternal Night – 8:53
5. Repentance – 10:43 (testo: Mike Portnoy)
6. Prophets of War – 6:00 (testo: James LaBrie)
7. The Ministry of Lost Souls – 14:57
8. In the Presence of Enemies - Part II – 16:38

DVD bonus nell'edizione speciale
1. Chaos in Progress: The Making of Systematic Chaos – 90:49
2. 5.1 Surround Sound mix of the entire album – 78:41

## Formazione
Gruppo
- James LaBrie – voce
- John Petrucci – chitarra, voce
- John Myung – basso
- Jordan Rudess – tastiera, continuum
- Mike Portnoy – batteria, percussioni, voce

Produzione
- Mike Portnoy, John Petrucci – produzione
- Paul Northfield – ingegneria, missaggio, co-produzione tracce vocali
- Chad "Sir Chadwik" Lupo – assistenza ingegneria
- Vlado Meller – mastering

Voci d'eccezione (traccia 5)
- Mikael Åkerfeldt
- Jon Anderson
- David Ellefson
- Daniel Gildenlöw
- Steve Hogarth
- Chris Jericho
- Neal Morse
- Joe Satriani
- Corey Taylor
- Steve Vai
- Steven Wilson

## Classifiche
| Classifica (2007)  | Posizione massima |
| ------------------ | ----------------- |
| Australia          | 23                |
| Austria            | 20                |
| Belgio (Fiandre)   | 44                |
| Belgio (Vallonia)  | 40                |
| Finlandia          | 3                 |
| Francia            | 17                |
| Germania           | 7                 |
| Italia             | 2                 |
| Norvegia           | 3                 |
| Paesi Bassi        | 2                 |
| Portogallo         | 23                |
| Spagna             | 26                |
| Stati Uniti        | 19                |
| Stati Uniti (rock) | 7                 |
| Svezia             | 5                 |
| Svizzera           | 14                |